# Liste der Bischöfe von Lacedonia
Die folgenden Personen waren Bischöfe von Lacedonia (Italien):
- Simeon (1059)[1]
- Guibert oder Gubertus (1070–1080)[2]
- Desiderius (1082)[3]
- Iaquintus (1108)[4]
- Johannes (1175–1177)[5]
- Angelus (1179)[6]
- N.N. (1185)[7]
- Guillelmus (1212–1221)[8]
- Antonius (1255–1265)[9]
- Rogerius Centumficus de Sancta Sophia (–1266), von Clemens IV. abgesetzt, 1275 Bischof von Rapolla[10]
- 1266–1273 sicher vakant
- Daniel (1290–1304)[11]
- Nicola De Arnoldo (1321–1345)
- Francesco De Martiis (1345–1352)
- Paolo Manassei (1352–1385)
- Antonio (oder Giacomo - Antonio) (1386–1392)
- Guglielmo da Nardò (1392–1396)
- Giovanni de Nerone (1396–1399)
- Giacomo de Marzia (1399–1401)
- Adinulfo (1401–1418)
- Giaquinto (1417–1424)
- Nicola (1424–1428)
- Antonio di Cozza (1428–1430)
- Giovanni (1430–1452)
- Giacomo de Cavallina (1452–1463)
- Pietro de Migliolo (o Megliola) (1463–1481)
- Giovanni de Porcariis (1481–1486)
- Nicola de Rubinis (1486–1505)
- Antonio De Dura (1506–1538)
- Scipione Dura (1538–1551)
- Fabio Cuppalata (oder Cappellato) (1555–1565)
- Francesco Carduccio (1565–1584)
- Marco Pedoca (1584–1602)
- Giovanni Palantieri (1602–1606)
- Giacomo Candido (1606–1608)
- Giovanni Girolamo Campanile (1608–1625)
- Ferdinando Bruni (1625–1648)
- Giovanni Antonio Cristoforo (1649)
- Ambrogio Viola (1649–1651)
- Gian Giacomo Giordano (1651–1662)
- Pietro Capobianco (1663–1672)
- Benedetto Bartolo (1672–1684)
- Giovan Battista Morea (1684–1711)
- Gennaro Scalea (1718–1736)
- Claudio Domenico Albini (1736–1744)
- Tommaso Aceti (1744–1749)
- Nicolò de Amato (1749–1789)
- Francesco Ubaldo Maria Romanzi (1798–1816)
- Vincenzo Ferrari (1819–1824)
- Desiderio Mennone (1824–1825)
- Giuseppe Botticelli (1828–1832)
- Michele Lanzetta (1834–1842)
- Luigi Giamporcaro (1843–1844)
- Luigi Napoletano (1845–1857)
- Francesco Maiorsini (1859–1871)
- Benedetto Augusto (1871–1879)
- Pietr’Alfonso Jorio (1880–1885)
- Giovanni Battista Diamare (1885–1888)
- Francesco Niola (1888–1891)
- Diomede Falconio (1892–1895)
- Nicola Zimarino (1895–1907)
- Gaetano Pizzi (1907–1912)
- Cosimo Agostino (1913–1915)
- Francesco Maffei (1916–1926)
- Giulio Tommasi (1928–1936)
- Cristoforo Carullo (1940–1968)
- Agapito Simeoni (1972–1976)
- Nicola Agnozzi (1976–1986)